# ハシカンボク

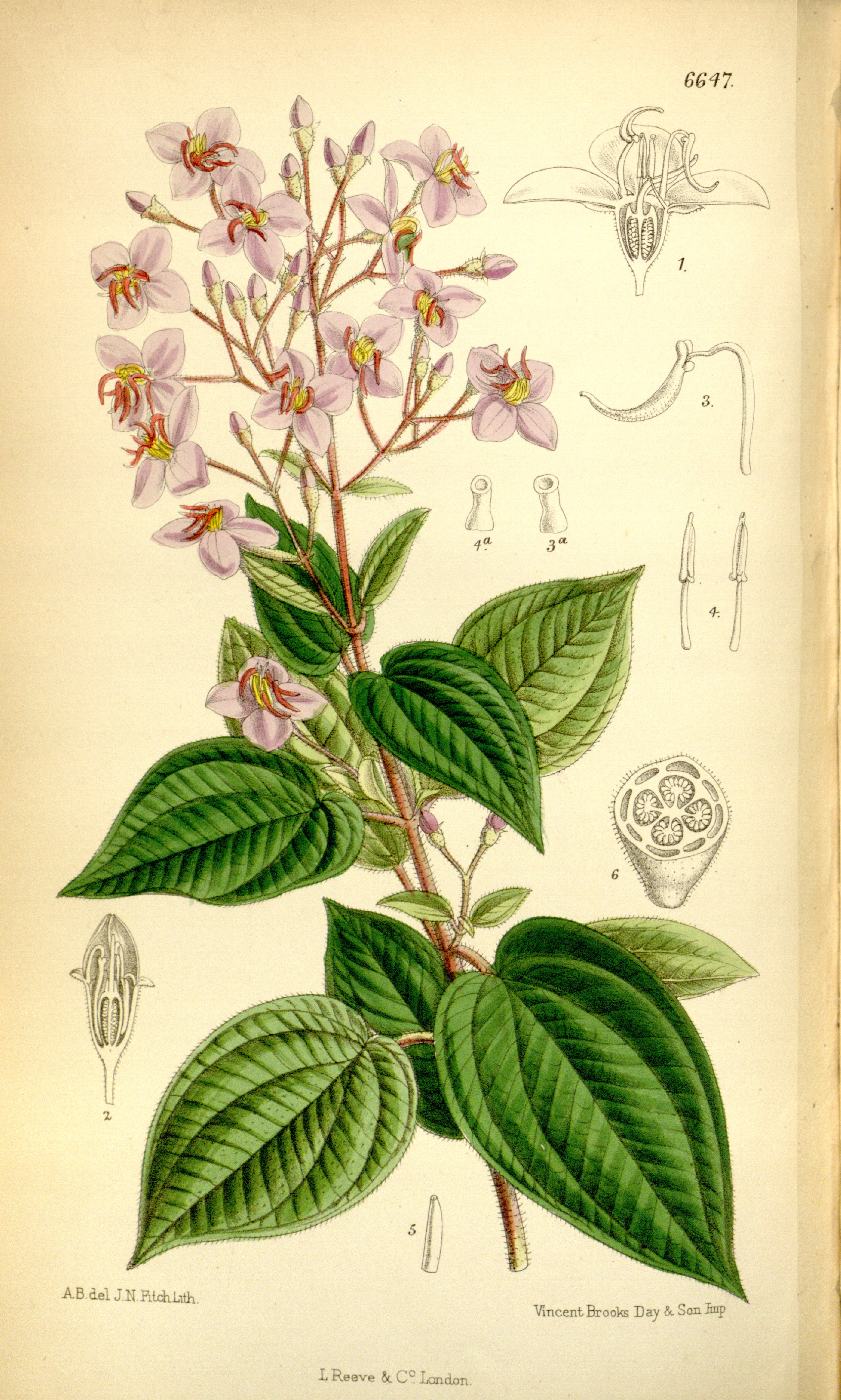
図版

ハシカンボク Bredia hirsuta は、ノボタン科の植物。ピンク色の小さな花を付ける。

## 特徴

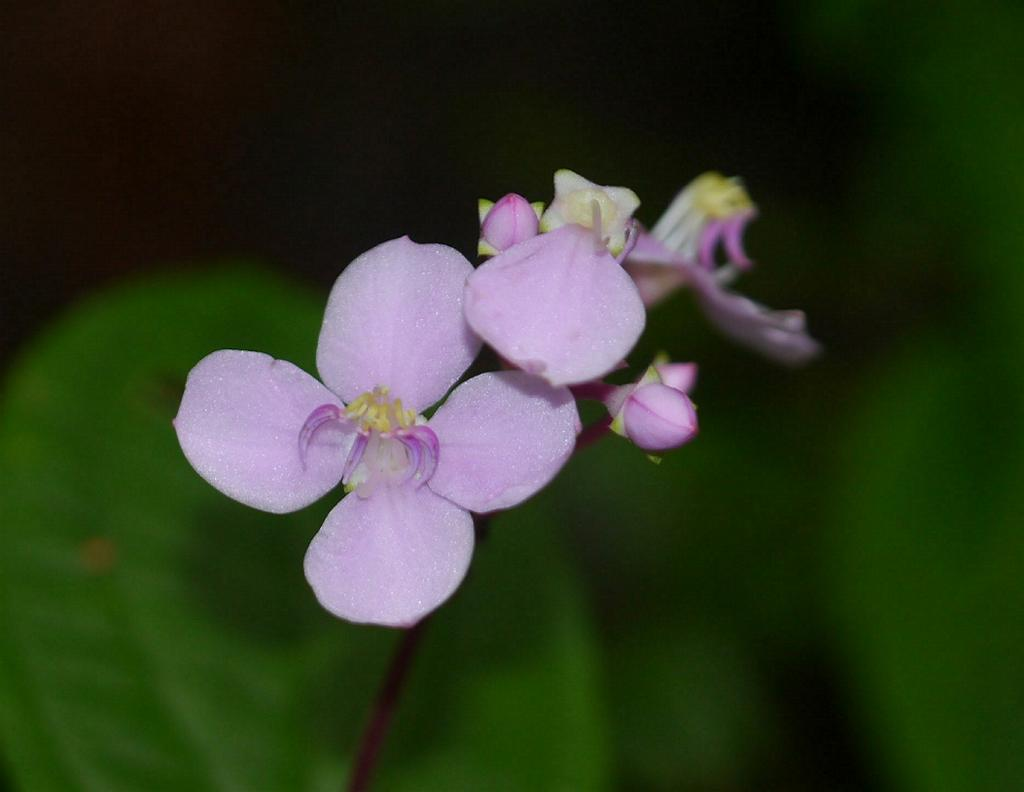
花の拡大

常緑性の小柄な低木。背丈は30-100mになり、茎の断面は丸い。枝や葉柄には立った剛毛と短い毛が生える。葉は対生で、葉身は薄い草質で卵形、狭卵形から卵状長楕円形で先端は少し尖るか、突き出して尖り、基部はやや心形に窪む。葉の縁には細かな低い鋸歯があり、鋸歯の先端には剛毛が生え、また葉の両面にもまばらに毛が生える。葉には5行ないし7行の葉脈が強く出ており、裏面はやや白い。葉身は長さ4-10cm、幅2-5cm、葉柄は長さ1-8cm。
花期は7-9月。花序は集散花序で、茎の先端から上向きに伸び出し、多数の花を付ける。花は径1.5cmほどで淡いピンク色。花序の長さは8-12cm、短毛が生えている。花柄は長さ5-12mmで基部に小さな苞がある。萼筒は長さ4mmで、花柄から先端へと次第に幅広くなる。萼列片は4個あり、披針状三角形で長さ1mm。花弁もやはり4枚で、菱状倒卵形で長さ8mm、先端は小さく尖っている。果実は倒円錐形で長さ7mm、先端に輪のような環状体があり、その縁はほぼ滑らか。
雄蕊は8本あるが、これに大小の2形がある。大きい方は長さ4-5mmになり、葯は紫色で内向きに鎌状に曲がっている。小さい方は2.5mm、大きい方の基部にある。柱頭は斜めに伸びて雄蕊の輪から伸び出て上を向く。先端は点状。

## 分布と生育環境
日本の固有種で屋久島、種子島から以南の琉球列島の、奄美大島、沖縄島、石垣島、西表島、与那国島に産する。なお、初島(1975)には鹿児島市に産するとの記述がある。
山地の路傍や山裾などに見られ、やや湿り気のある場所を好む。

## 近似種など
ハシカンボク属の植物は中国、台湾から日本に10種以上があるが、日本には他に2種がある。ヤエヤマノボタン B. yaeyamensis は石垣、西表島の固有種、コバノミヤマノボタン B. okinawensis は沖縄本島の固有種である。本種とは分布も重複しており、形態的にもある程度似ているが、これらの種はいずれも全株無毛であり、また葉はいずれも革質で、葉質が薄く、全株に毛が多い本種とは印象がかなり異なる。

## 利用
観賞用に栽培されることがある。その歴史は意外に古く、琉球で『波志干（はしかん）』あるいは『野海堂』と呼ばれていたもので、江戸時代の文政年間(1818-1830)に大阪に導入され、それから江戸でも栽培され始めたと言われている。

## 保護の状況
環境省のレッドリストでは取り上げられていない。県別でも鹿児島県が準絶滅危惧種に指定しているのみ。この県が北限であるが、それ以南では比較的普通種であることを反映していると思われる。

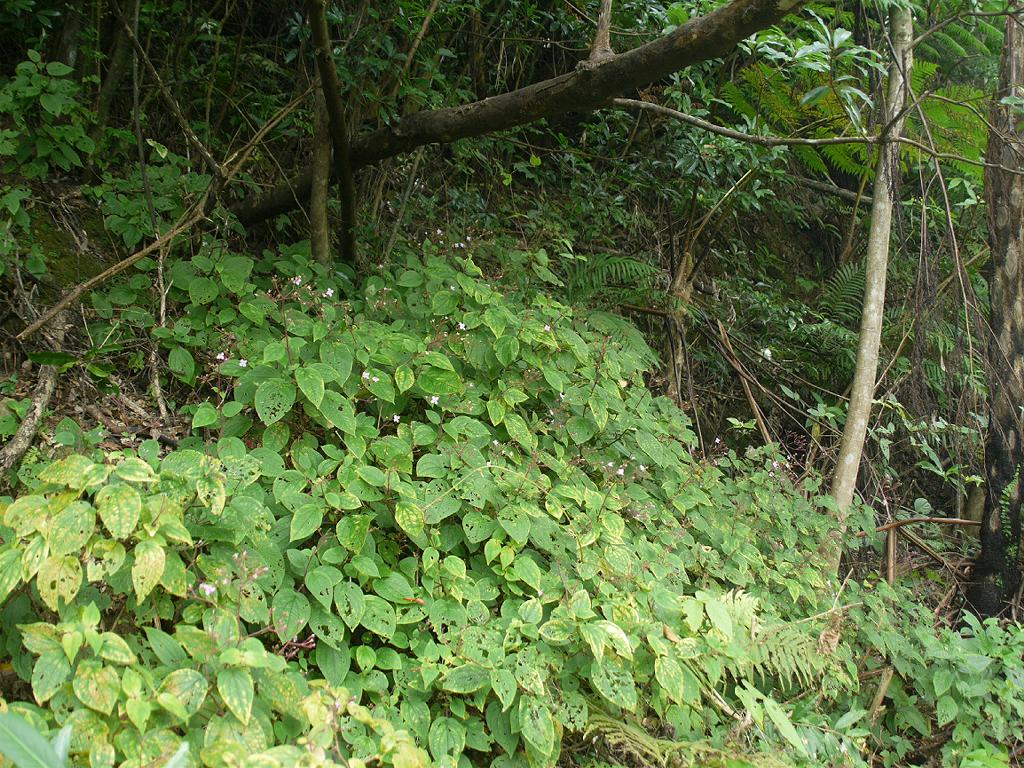
群落の様子
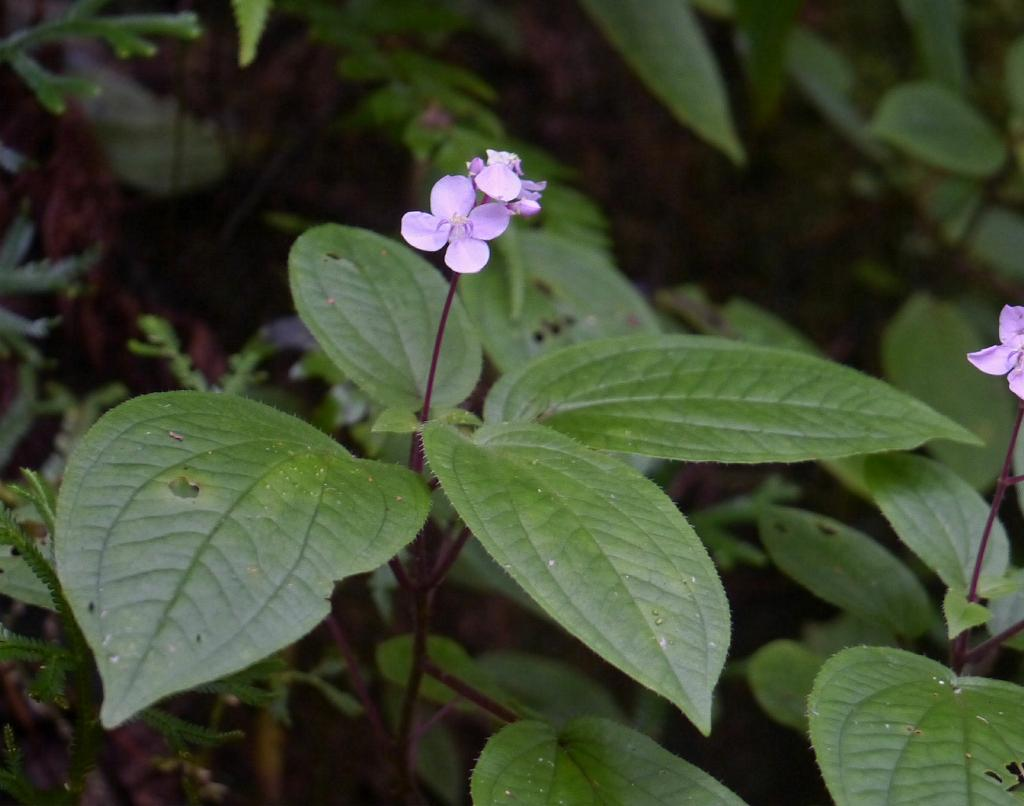
葉と花
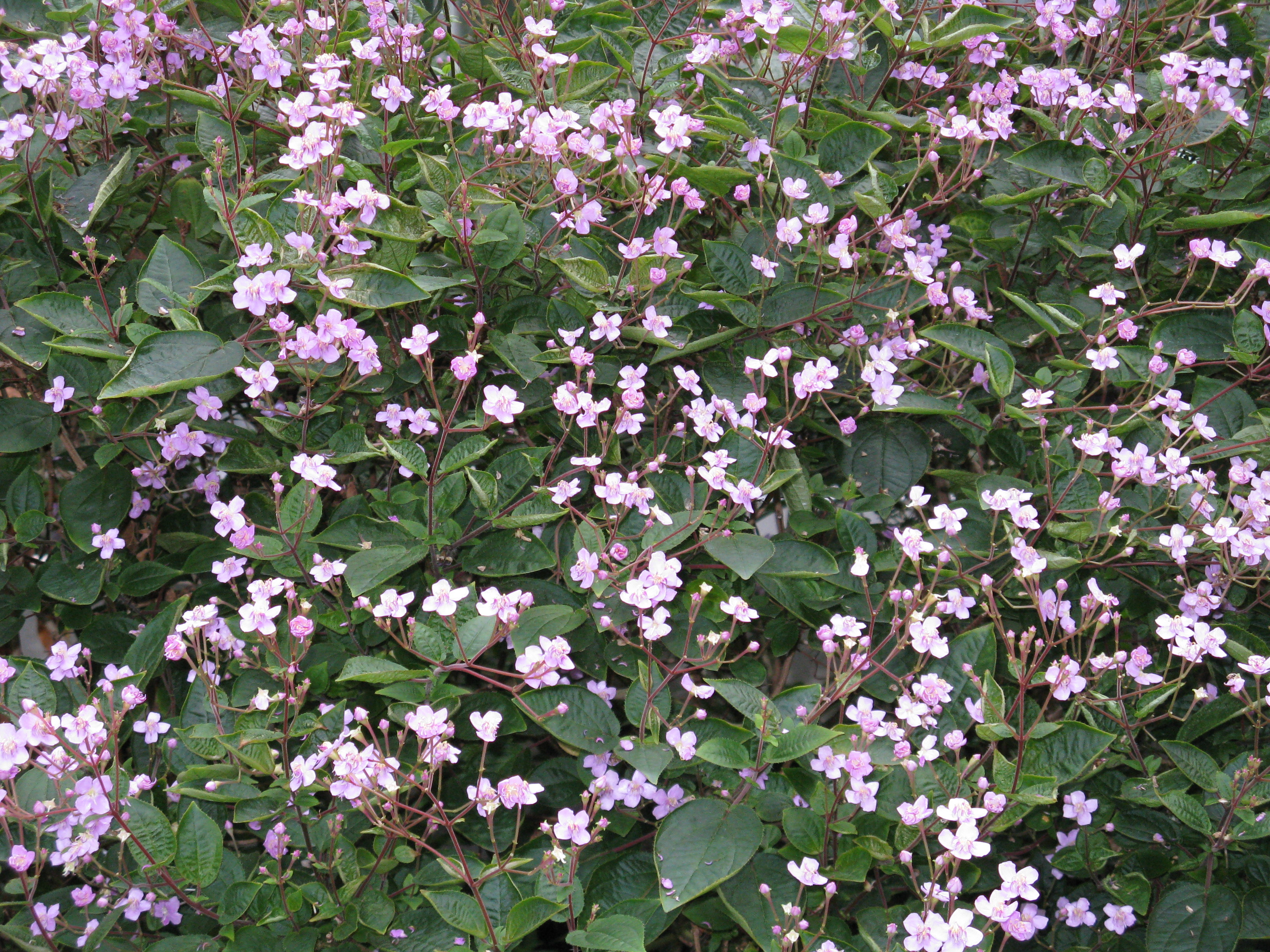
栽培されたもの